# ديريك موناغان
ديريك موناغان (بالإنجليزية: Derek Monaghan)‏ هو لاعب كرة قدم بريطاني، ولد في 20 يناير 1959 في برومزغروف ‏ في المملكة المتحدة. لعب مع بورت فايل ووست بروميتش ألبيون.